# Retroculinae
Retroculinae è una sottofamiglia di pesci d'acqua dolce appartenente alla famiglia Cichlidae, comprendente 4 specie con un unico genere, Retroculus.

## Distribuzione e habitat
Queste specie sono diffuse in Sudamerica, nel bacino dei fiumi Rio delle Amazzoni, Oyapock, Araguari, Xingu, Tapajós e Tocantins, in Brasile e Guyana francese.

## Specie
L'unico genere, Retroculus, comprende 4 specie:
- Retroculus acherontos[2]
- Retroculus lapidifer
- Retroculus septentrionalis
- Retroculus xinguensis